# Torano Nuovo
Torano Nuovo ist eine italienische Gemeinde mit 1460 Einwohnern (Stand 31. Dezember 2023) in der Provinz Teramo in den Abruzzen.

## Geografie
Zu den Ortsteilen (Fraktionen) zählen Petrella, Valle Santa Maria und Villa Bizzarri.
Die Nachbargemeinden sind Ancarano, Controguerra, Nereto, Sant’Egidio alla Vibrata und Sant’Omero.

## Geschichte

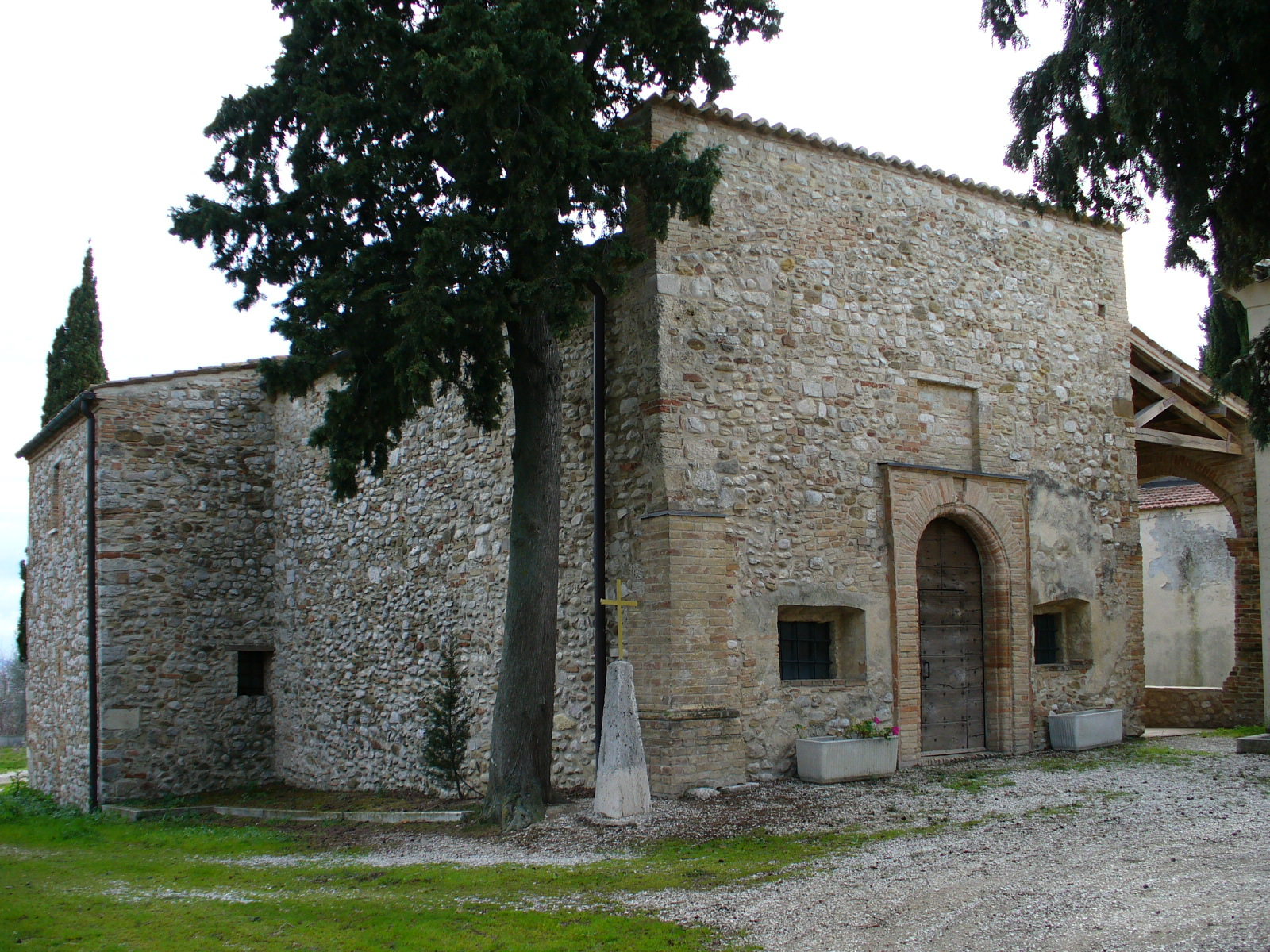
Die Kirche San Massimo

Der Name der Gemeinde leitet sich vom lateinischen Turan, oder Turris-Torre ab. Zu den ältesten Bauwerken zählt die Kirche San Massimo aus dem 11. Jahrhundert. Sie gehörte ursprünglich der Abtei von Montecassino.

## Weinbau
In der Gemeinde werden Reben der Sorte Montepulciano für den DOC-Wein Montepulciano d’Abruzzo angebaut.